# Heidi Gardner
Heidi Gardner, född 27 juli 1983 i Kansas City, Missouri, är en amerikansk skådespelare och komiker.
Heidi Gardner har bland annat medverkat i TV-serien Shrinking från 2023 och i filmen och Leo från 2023. Sedan 2017 är hon en del av skådespelarensemblen i sketchprogrammet Saturday Night Live.

## Filmografi (i urval)
- 2017–2024 – Saturday Night Live (TV-serie)
- 2022 – Mästerkatten 2
- 2023–2024 – Shrinking (TV-serie)
- 2023 – Leo